# 卡斯托里亚专区
卡斯托里亚专区（希臘語：Περιφερειακή ενότητα Καστοριάς），是希腊西马其顿大区的一个专区。首府为卡斯托里亚。专区面积为1,720平方公里，2011年人口数量为46,048人。

## 行政
卡斯托里亚州最初成立于1941年。在2011年卡利克拉提斯改革方案中，希腊所有州份被取消。原卡斯托里亚州作为整体设立为卡斯托里亚专区。卡斯托里亚专区下分为3个市镇（括号内为地图中的数字）：
- 卡斯托里亚（1）
- 奈斯托里翁（2）
- 阿尔戈斯-奥雷斯蒂孔（3）